# بصالیم
بصالیم (به عربی: بصالیم) یک روستا در لبنان است که در شهرستان المتن واقع شده‌است. بصالیم ۳۰۰–۴۰۰ متر بالاتر از سطح دریا واقع شده‌است.